# Юрешкин, Роко
Роко Юрешкин (хорв. Roko Jureškin; род. 29 сентября 2000, Сплит) — хорватский футболист, полузащитник клуба «Пиза».

## Клубная карьера
Юрешкин — воспитанник клубов «Хайдук Сплит», «Адриатик Сплит», «Приморац 1929» и «Дугополе». В 2019 году Роко подписал контракт со словацким клубом «Середь». 21 июля в матче против трнавского «Спартака» он дебютировал в словацкой Суперлиге. 10 августа в поединке против «Нитры» Роко забил свой первый гол за «Середь». В 2020 году игрок на правах аренды выступал за дублёров «Жилины». Летом 2022 года Юрешкин перешёл в итальянскую «Пизу». 13 августа в матче против «Читтаделлы» он дебютировал в итальянской Серии B.
В начале 2023 года Юрешкин на правах аренды перешёл в «Беневенто». 4 февраля в матче против «Венеции» он дебютировал за новую команду.